# تروجان زمین
تروجان زمین (انگلیسی: Earth trojan) به سیارکی گفته می‌شود که در مجاورت نقاط لاگرانژی زمین-خورشید L4 (۶۰ درجه پیشرو) یا L5 (۶۰ درجه پیرو) به دور خورشید می‌چرخد، بنابراین مداری همانند مدار زمین به دور خورشید دارد (مدار آن در رزونانس ۱:۱ با مدار زمین است). تاکنون تنها دو تروجان زمینی کشف شده‌است. نام «تروجان» برای نخستین بار در سال ۱۹۰۶ برای تروجان‌های مشتری استفاده شد؛ سیارک‌هایی که در نزدیکی نقاط لاگرانژی مدار مشتری به دور خورشید مشاهده شدند.

## فهرست
L4 (پیشرو)
- سیارک تی‌کی۷ ۲۰۱۰: سیارکی با قطر ۳۰۰ متر که با استفاده از ماهوارهٔ کاوشگر نقشه‌بردار فروسرخ میدان وسیع (WISE) در ژانویهٔ ۲۰۱۰ کشف شد.[۱][۲]<ref>"OSIRIS-REx searches for Earth-trojan asteroids" (Press release). NASA. 9 February 2017.
- (614689) 2020 XL5: توسط پان-ستارز (تلسکوپ بررسی پانورامیک و سیستم واکنش سریع) در دسامبر ۲۰۲۰ کشف شد و بعداً در ژانویه ۲۰۲۱ به عنوان یک تروجان زمین شناخته شد.<ref>Reilly, M. (27 July 2011). "Earth stalker found in eternal twilight". New Scientist. Retrieved 2014-02-21.

L5 (پیرو)
- در حال حاضر هیچ جرم شناخته‌شده‌ای به عنوان تروجان L5 زمین متصور نیست.